# Центральный Тавр
Центральный Тавр — хребет из системы Таврских гор на территории Турции.

## География
Центральный Тавр является самым высоким (высота многих хребтов здесь превышает 3000 м) среди всех Таврских гор. Имеет альпийский тип рельефа. Одними из высоких хребтов Центрального Тавра являются хребет Аладаглар (к северу от города Адана) с вершиной Демирказик (3726 м) и хребет Болкар (к северу от города Мерсин) с вершиной Метдесис (3524 м). Центральный Тавр выходит прямо к Средиземному морю на западе и юго-западе.

## Растительность

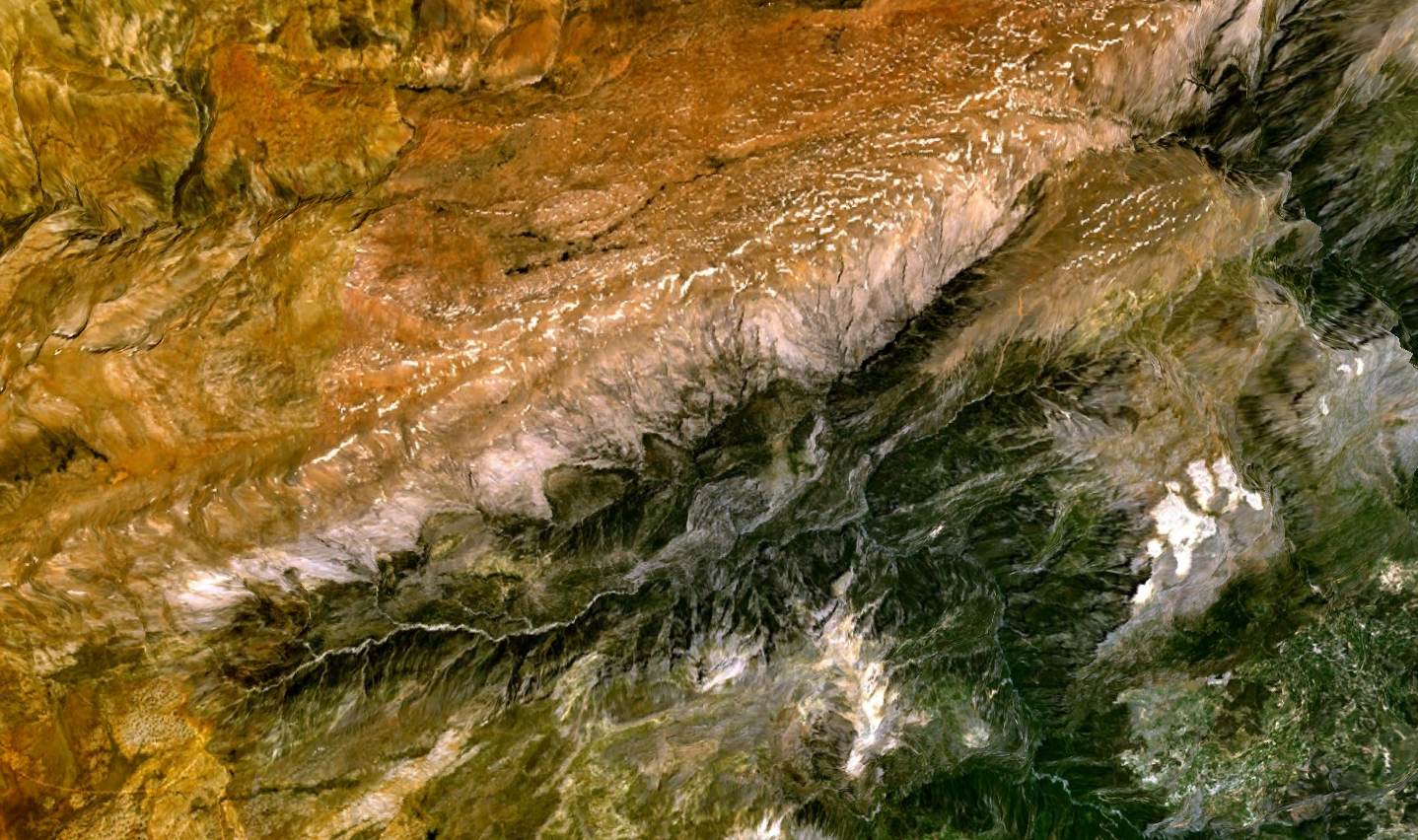
Хребет Болкар, снимок из космоса

Большую часть Центрального Тавра покрывают протяжённые хвойные леса, в основном не распространяющиеся выше отметки 2000 м. Растут ель, лиственница, сосна, а также несколько видов арчи. Выше отметки 2000 м во влажных лощинах часто встречаются альпийские луга. А в засушливых местностях широкое распространение получили растения азиатских высокогорных пустынь и полупустынь — полынь, ксерофиты и т. п.

## Туризм
Из-за своих отвесных скал и остроконечных вершин Центральный Тавр пользуется огромным интересом альпинистов и скалолазов. Особенно много таких объектов в районе хребта Аладаглар, который интересен также как место проведения весенних горных походов 1—4 категории сложности. К майским праздникам здесь уже заканчивается сход основных лавин, и погода в Аладагларе в мае значительно устойчивее, чем на Кавказе.